# Бюельвен
Бюельвен  (швед. Byälven) — річка у центральній Швеції, у лені Вермланд. Впадає у північну частину озера Венерн. Довжина річки становить 190 км, при цьому якщо витоком розглядати озеро Глафсф'йорден (швед. Glafsfjorden), довжина річки становить 40 км. Площа басейну  — 4790 км². 

## Зовнішні посилання
- Карта Бюельвен[недоступне посилання з травня 2019] на сайті Державного географічного інституту Швеції. (швед.) (англ.)